# Культурпарк
Культурпарк (тур. Kültürpark) — городской парк в Измире (Турция). Расположен в районе Конак, примерно ограниченный проспектом доктора Мустафы Энвера Бея на севере, 1395-й улицей, 1396-й улицей и проспектом Бозкурта на востоке, бульваром Мюрсель Паша на юге, а также бульварами доктора Рефика Сайдама и Шайра Эшрефа на западе.
Культурпарк был основан в 1936 году на площади 360 000 м², который был разрушен большим огнем Смирны. С тех пор там проводится Международная ярмарка в Измире. В 1939 году парк расширился до 420 000 м².

## История

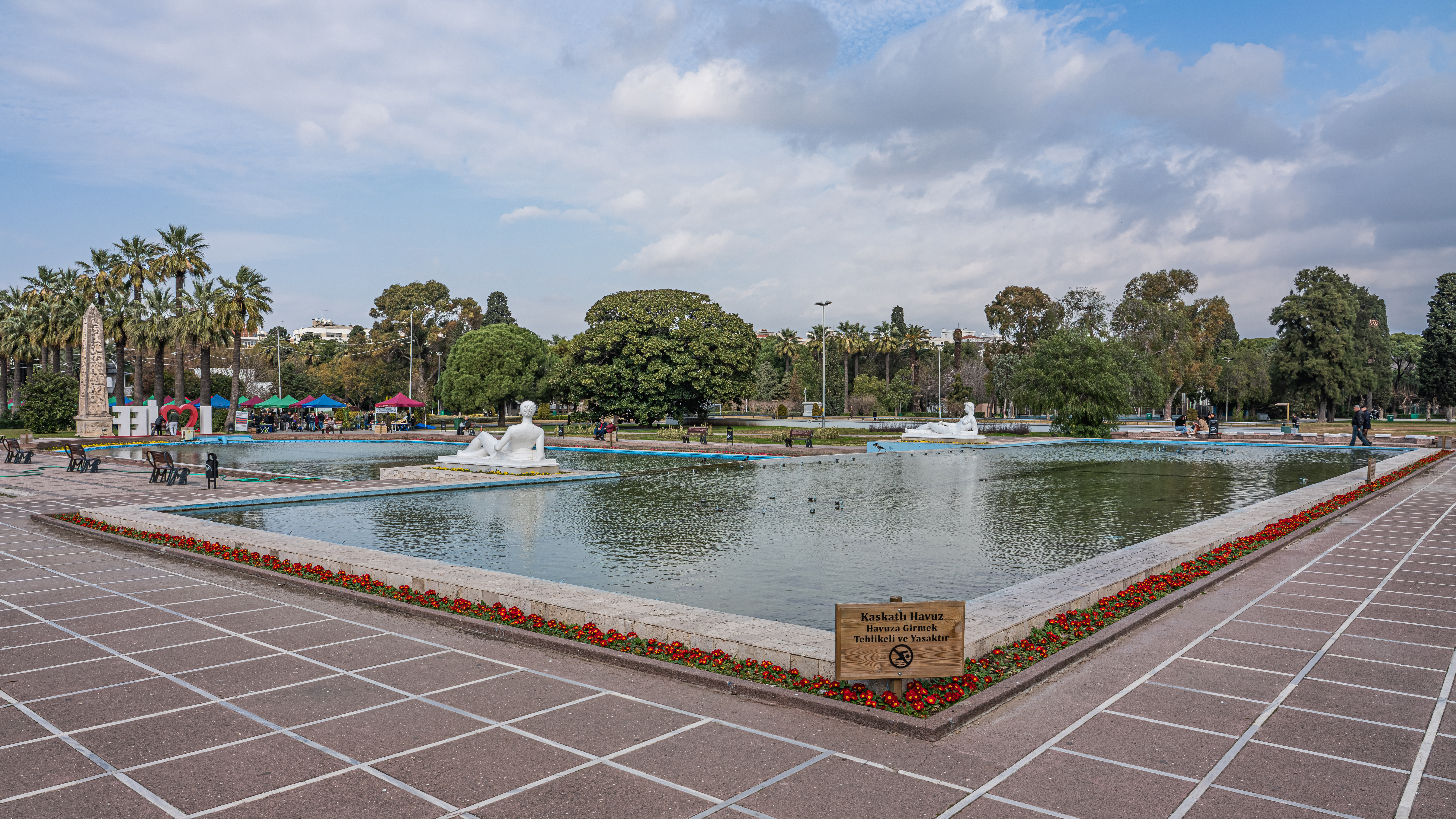
Фонтан в Измире

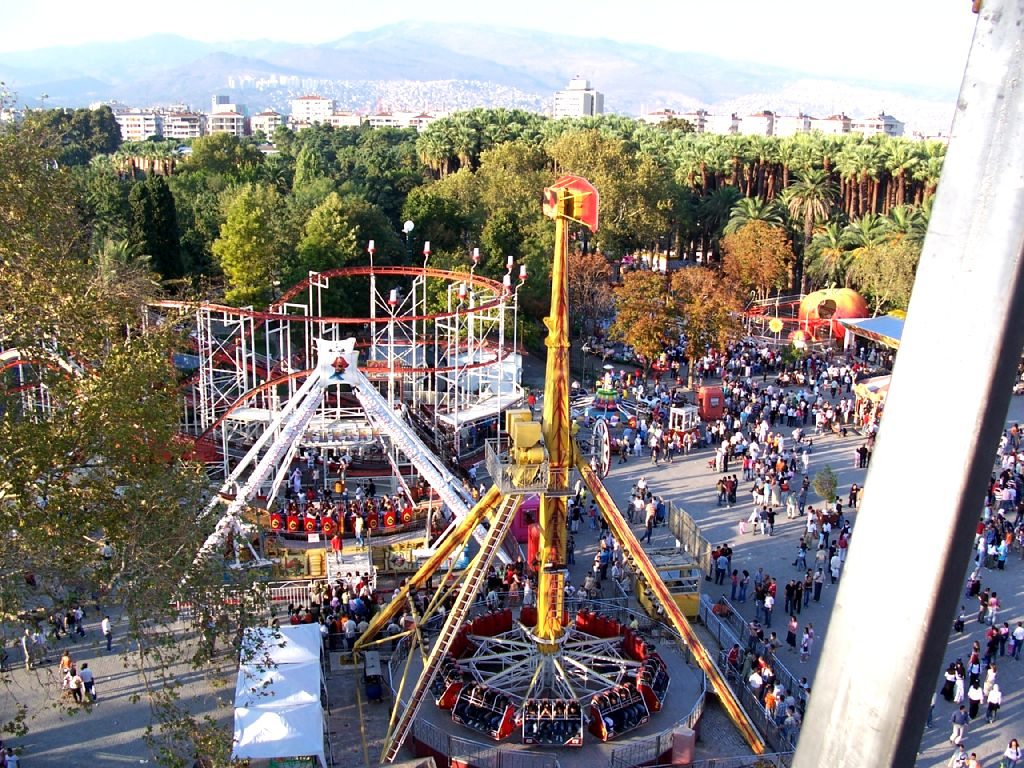
Парк развлечений в Культурпарке

Третья по счёту ярмарка было проведено в 1933 году на территории рядом с площадью Джумхуриет, где сегодня существует отель «Swissôtel Büyük Efes». Заместитель мэра Суат Юркору поделился своими мыслями с мэром Бехчетом Уз о том, что в ближайшие годы ярмарке будет недостаточно места, и городу нужно такое место, как парк Горького в Москве. Отчет, подготовленный Юрткору по просьбе Уза, был принят в муниципальный совет 14 мая 1934 года и строительство было утверждено. Уз уехал в Москву в 1935 году и поручил двум архитекторов по заказу мэра составить проект.
Площадь, которую разрушил большой пожар Смирны, начали очищать во второй половине 1934 года, а фундамент Культурпарка был заложен 1 января 1936 года. До пожара в этой местности был армянский квартал. Парк Культурпарк был открыт для посетителей 1 сентября 1936 года 6-й Международной ярмаркой в Измире, открытой премьер-министром Исметом Инёню. В 1937 году в парке была построена измирская парашютная башня. В 1938 году были открыты измирский зоопарк, павильон Вакифлар и Часовая башня. В 1939 году парк расширили на 60,000 м2 к югу, и он достиг 420,000 м2 по размеру. В 1951 г. измирский археологический музей переехал в парк, где он действовал до 1984 года. В сентябре 1952 года в парке был открыт музей искусств и скульптур Измира, который переехал в его новое здание, построенное за пределами парка в 1973 году. В 2004 году в парке был создан Музей истории и искусства Измира. С открытием измирского парка дикой природы в 2008 году зоопарк в парке был закрыт, а животные перевезены на новую территорию. В августе 2009 года была введена в эксплуатацию подземная автостоянка вместимостью 594 машины. В июне 2015 года в парке был предоставлен бесплатный Wi-Fi. Все ярмарки в городе были организованы в Культурпарке до того, как «Фуар Измир» был построен в 2015 году в Газиемире. Сегодня в парке проводятся только Международная ярмарка Измира и Книжная ярмарка Измира. В 2017 году впервые состоялся теннисный турнир «Kültürpark Cup».

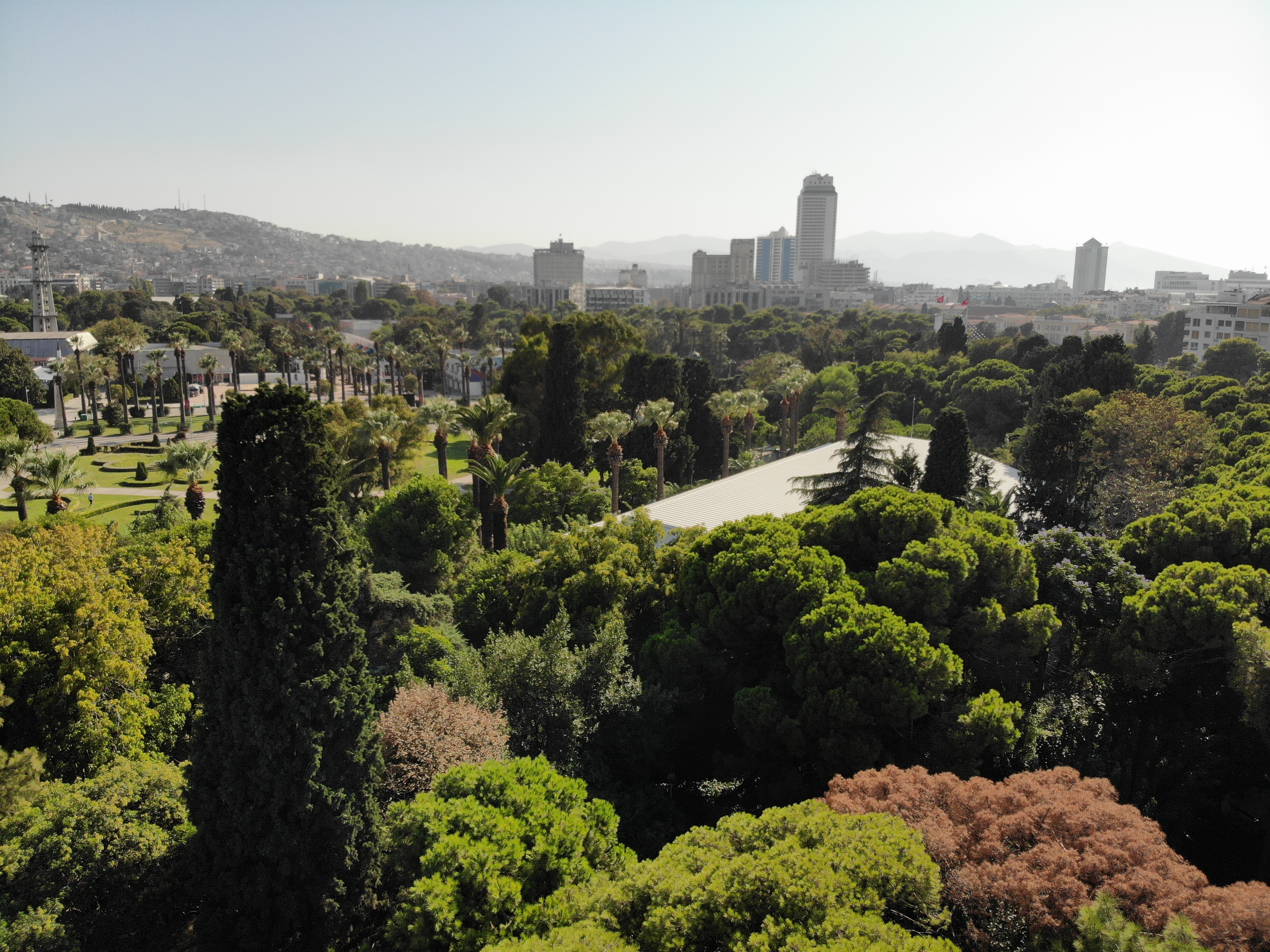
Культурпарк с высоты птичьего полета

Парк Культурпарк, окруженный стенами, имеет пять входных ворот: Ворота Лозан, Ворота Монтрё, Ворота Эйлюль 9, Ворота Кумхуриет и Ворота Аустос 26 (Первые два относятся к двум международным договорам, а именно к Лозаннскому договору и Конвенции Монтрё соответственно, третий относится к дате освобождения Измира, четвертый означает Республику, а последний относится к дате начала битвы при Думлупынаре, последняя битва турецкой войны за независимость). Некоторые из объектов в парке: четырнадцать крытых выставочных залов, четыре конференц-зала, театр под открытым небом Ататюрка, Художественный центр Исмет Иньоню Санат, свадебный дом, Спортивный зал Селал Атик, парк развлечений, парашютная башня, Молодежный театр, музей, беговая дорожка длиной 1850 метров, бассейн, теннисные корты и футбольное поле. По всему парку расположено 7709 деревьев. Все растения были помечены, а деревья застрахованы.